# Spiralschnitt nach Rindfleisch und Friedel
Der Spiralschnitt nach Rindfleisch und Friedel – auch Rindfleisch-Friedel-Operation oder Schraubenlinienschnittmethode – ist eine 1908 entwickelte und veraltete Operationsmethode, die zur venenchirurgischen Behandlung von Krampfadern, insbesondere bei Ausprägung eines Ulcus cruris venosum in Folge einer Chronisch venösen Insuffizienz, angewendet wurde.
Der am Stendaler Johanniter-Hospital tätige Chirurg Walter Rindfleisch und sein Assistent Gotthold Friedel entwickelten die nach ihnen benannte Technik auf Basis von Versuchen, eine venös bedingte Unterschenkelwunde durch einen hufeisenförmigen Schnitt und weitere gezielte Einschnitte von den umgebenden Krampfadern zu trennen. Da da sich Krampfadern aus narbigen, ulzeriertem oder ödematösen Gewebe schwer lösen lassen, erarbeiteten sie eine zirkuläre Schnitttechnik, um die entsprechende Krampfader weitestgehend zu zerstören. Dabei wurde in einem einzigen Schnitt, der mehr als 150 cm lang sein konnte, mehrmals – zum Beispiel fünfmal – das Bein vom Knie bis zum Knöchel umkreist. Dieser Schnitt reichte bis auf die Faszie hinunter und erzeugte klaffende Wundränder, die durch Bestreichen mit dem Höllensteinätzstift („Höllenstift“) in der mehrwöchigen postoperativen Phase künstlich offengehalten wurden.
Der Spiralschnitt nach Rindfleisch und Friedel brachte einen erheblichen Blutverlust mit sich und führte zu Sensibilitätsstörungen, die den Gebrauch des behandelten Beines wesentlich einschränken konnten. Hinzu kamen erhebliche Stauungen innerhalb des behandelten Beines, Einschränkungen in den Bewegungsmöglichkeiten und erhebliche stationäre Aufenthalte der Patienten von bis zu 20 Wochen. Dennoch wurde die Methode in den meisten größeren Kliniken des deutschsprachigen Raumes vielfach angewendet. Eine aussagekräftige Nachbetrachtung des Erfolgs des Spiralschnitts nach Rindfleisch und Friedel stammt von dem Bad Homburger Chirurgen Friedrich Bode, der im Jahr 1919 einen Patienten, an dem er die Methode einige Zeit zuvor durchgeführt hatte, wegen anderer Beschwerden untersuchte und dabei auch die guten Spätergebnisse des Spiralschnitts erfasste. Daraufhin bestellte Bode weitere Patienten ein, bei denen er neben Sensibilitätsstörungen keine weiteren Schädigungen vorfand.
In den 1940er Jahren setzte sich das Venenstripping, das auf der Operationsmethode des US-amerikanischen Chirurgen William Wayne Babcock beruhte, gegenüber dem Spiralschnitt durch.  Heutzutage werden bei entsprechenden Krankheitsbildern Varianten der Babcock-Operation oder moderne Methoden der Sklerosierung angewendet.